# Мамай, Артём Владимирович
Артём Владимирович Мамай (род. 12 марта 1989, Кировск) — российский рок-музыкант, барабанщик рок-групп «АЛЁNА», «ДДТ» и «RXYZYXR».
Мультиинструменталист.

## Биография
Учился в колледже имени Мусоргского, на духовом отделении. По собственному признанию: «Начал знакомство с Meshuggah, стал прогуливать гармонию, окф (Общий курс фортепиано), философию с психологией, по уши увяз в тройбанах и навсегда забыл о стипендии. Параллельно играл на барабанах в нескольких коллективах, детально изучал всё творчество Meshuggah и им подобных, а также пытался самостоятельно сочинять различную музыку»
В июне 2010 года в возрасте 21 года становится постоянным участником группы ДДТ, заменив покинувшего коллектив Игоря Доценко. «Через день после того, как мне вручили диплом, я попал в ДДТ». По словам Михаила Чернова: «во время работы над одной из песен у него [Доценко] случился творческий кризис. Он сказал: „Я не хочу это играть, может, ты возьмёшь барабанщика помоложе, который такой стиль больше любит“. Юра устроил конкурс, выбрали хорошего барабанщика Артёма Мамая». По словам Шевчука: «С Доцей, слава богу, мы по-прежнему дружим, он ушел к Чижу — они оба любят ритм-н-блюз. А мы от ритм-н-блюза уже ушли далеко, нам потребовался барабанщик, который играет просто другую музыку». Первое выступление с группой состоялось 27 июня 2010 года в Санкт-Петербурге на фестивале «Окна Открой» в СКК «Петербургский».
Артем играет на множестве инструментов. Это разные ударные инструменты, кахон, освоил не только фортепьяно, но и классическое электропианино
Он стал настолько ценным музыкантом, что вокруг него образовалось трио "АКУСТИКА". Это трио, где Юрию Шевчуку аккомпанирует он и гитарист Алексей Федичев.
Женат, воспитывает сына Никиту и дочерей Валерию и Нику.